# Hypomolis peruvianus
Hypomolis peruvianus är en fjärilsart som beskrevs av De Toulgoët 1982. Hypomolis peruvianus ingår i släktet Hypomolis och familjen björnspinnare. Inga underarter finns listade i Catalogue of Life.